# 阿爾法克山脈

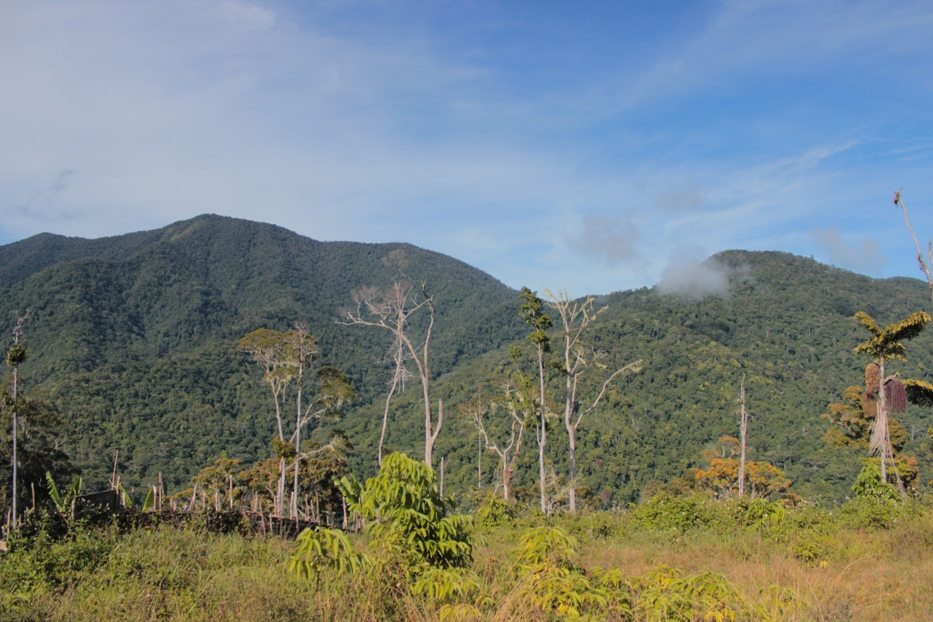
阿尔法克山脉

阿爾法克山脈是印度尼西亞的山脈，位於西巴布亞省多貝拉伊半島，最高山峰超過海拔7,700英呎，鄰近城鎮有曼諾瓦里，是保存生物多樣性的重要地區。